# Carlo Acton
Carlo Acton (25 de agosto de 1829 - 2 de fevereiro de 1909) foi um compositor e pianista de concerto italiano. Acton é particularmente lembrado pela sua ópera Una cena in convitto e pelas suas composições de música sacra, das quais o seu Tantum ergo é o mais conhecido.
O seu pai, Francis Charles Acton (1796-1865), foi o filho mais novo do General Joseph Acton, irmão mais novo de Sir John Acton, 6.º Baronete. A sua mãe Esther era filha do pintor irlandês Robert Fagan. 